# Giovanni Mantovani
Pour les articles homonymes, voir Mantovani.
Giovanni Mantovani (né le 5 février 1955 à Gudo Visconti dans la province de Milan,) est un coureur cycliste italien. Professionnel de 1977 à 1988, il a remporté deux étapes du Tour d'Italie 1980, le Tour de Vénétie, Milan-Vignola et les Trois vallées varésines. Il a également été vice-champion du monde de la course aux points en 1980.

## Palmarès sur route

### Palmarès amateur
- 1974
  - Gran Premio Somma
  - 2e du Trophée Raffaele Marcoli
- 1975
  - Circuito Isolano
  - 3e du Trophée Raffaele Marcoli
- 1976
  - Targa d'Oro Comune di Pontecurone
  - Targa Libero Ferrario

### Palmarès professionnel
- 1977
  - 3e étape du Tour des Pouilles
- 1979
  - 1re étape du Tour du Pays basque
  - 9e de Milan-San Remo
- 1980
  - 9e et 10e étapes du Tour d'Italie
- 1981
  - 1re et 3e étapes du Tour du Trentin
  - 1reb étape du Tour d'Italie (contre-la-montre par équipes)
  - Tour de Vénétie
  - 2e du Tour de Campanie
  - 2e du Tour de la province de Syracuse
  - 2e du Grand Prix de la ville de Camaiore
  - 2e de la Coppa Bernocchi
  - 3e du Tour des Pouilles
  - 3e du Tour du Trentin
  - 3e de Milan-Vignola
- 1982
  - Milan-Vignola
  - 3e et 4e étapes du Tour de Midi-Pyrénées
  - 3e de Cagliari-Sassari
  - 3e du Tour d'Ombrie
- 1983
  - Tour de l'Etna
  - 2e étape du Tour des Pouilles
  - 2e de Sassari-Cagliari
  - 3e du Trophée Pantalica
- 1984
  - Tour des Pouilles :
    - Classement général
    - 1re et 2e étapes

  - 2e du Tour du Latium
  - 2e du Tour de Romagne
- 1985
  - 4e étape du Tour des Pouilles
  - Trois vallées varésines
  - 2e du Tour de Toscane
  - 3e de la Coppa Bernocchi
  - 5e de Milan-San Remo
- 1986
  - Nice-Alassio
  - 1re étape du Tour des Pouilles
  - 3e et 12e étapes du Griffin 1000 West
- 1988
  - 3e du Grand Prix de Francfort

### Résultats sur les grands tours

#### Tour de France
1 participation
- 1979 : hors délais (15e étape)

#### Tour d'Italie
8 participations
- 1980 : 57e, vainqueur des 9e et 10e étapes, 2e du classement par points
- 1981 : 65e, vainqueur de la 1reb étape (contre-la-montre par équipes)
- 1982 : abandon
- 1984 : non-partant (22e étape)
- 1985 : 109e
- 1986 : 115e
- 1987 : abandon (11e étape)
- 1988 : abandon (13e étape)

#### Tour d'Espagne
1 participation
- 1985 : abandon (15e étape)

## Palmarès sur piste

### Jeux méditerranéens
- 1980
  -  Médaillé d'argent de la course aux points

### Championnats nationaux
- 1979
  -  Champion d'Italie du kilomètre juniors
  -  Champion d'Italie de vitesse juniors
- 1980
  - 2e du championnat d'Italie de course aux points